# Every Rose Has Its Thorn
«Every Rose Has Its Thorn» es una power ballad interpretada por la banda de glam metal estadounidense Poison, publicado como el tercer sencillo del segundo álbum de estudio Open Up and Say...Ahh! (1988).
Es el tercer sencillo de dicho álbum lanzado el 12 de octubre de 1988 por la compañía discográfica Capitol Records. Es la canción más exitosa de la banda a nivel comercial, llegando a posicionarse en el #1 del Billboard Hot 100 por 3 semanas consecutivas en la Navidad de 1988 y la primera semana de 1989 y llegó al puesto #13 en la lista de sencillos del Reino Unido.[cita requerida]
«Every Rose Has Its Thorn» alcanzó el puesto 100 de las 100 Greatest Songs of the 80's y #100 en 100 Greatest Love Songs. Fue certificada con el disco de oro otorgado por la Recording Industry Association of America.

## Canción
La canción tiene un ritmo lento a lo largo de la canción con dos solos de guitarra que se complementan e interactúan. La canción es interpretada con guitarra acústica por Bret Michaels con G - Cadd9 en su mayor interpretación.
La canción es muy diferente a las demás power ballads que se hacían en la época pues tiene una notable influencia country.
Bret Michaels cuenta que la canción la escribió en una lavandería luego de hablar con su novia de entonces, Tracy Lewys por medio de un teléfono público momento en el que se percata de que a su lado se escuchaba una voz masculina, lo que provocó a Bret un mal presentimiento, colgando el teléfono devastado. Luego, con el corazón roto, escribió esta canción, sin la idea de publicarla como sencillo o en un álbum de estudio.
De hecho, se rehusó a enseñarla a los otros miembros de la banda o a la disquera, sin embargo estos últimos la descubrieron y vieron un enorme potencial en la canción. En un principio no fue del agrado del resto de la banda, debido a su ritmo que era muy distinto al estilo de la banda. Si la canción nunca hubiera sido descubierta o Bret no la hubiera mencionado, la historia de la banda sería completamente distinta.

## Video musical
El video musical de la canción fue dirigido por Marty Callner. En él, muestran presentaciones de la banda en conciertos pero en el video en blanco y negro, Bret Michaels tocando la guitarra en un lugar solo y oscuro, también con otras cosas que sucedían en el momento con la banda.

## En la cultura popular
La canción ha sido cover de otros artistas, incluyendo Joey Fatone, Miley Cyrus, Tom Cruise hasta Blink-182, entre muchos otros. 
Ha sido banda sonora de varias películas y programas o series de televisión internacionales.
La canción también ha aparecido en American Idol de cover, también sale en un capítulo de Los Simpson cuando Otto la pone de fondo para declararse a su novia, apareció en 2012 en la película Norteamericana La era del rock  y fue versionada por Chord Overstreet para el episodio «Audition» de la serie Glee

## Significado de la canción
El significado de la canción para Bret es que la flor es su carrera y la espina es que el despegue de esta le había costado la ruptura con su novia, aunque el significado que se le puede dar es que la flor es su vida y la espina los problemas.

## Posición en las listas
| Lista (1988–1989)                       | Posición |
| --------------------------------------- | -------- |
| Alemania (Media Control AG)             | 38       |
| Australia (ARIA)                        | 16       |
| Estados Unidos (Billboard Hot 100)      | 1        |
| Estados Unidos (Mainstream Rock Tracks) | 11       |
| Irlanda (IRMA)                          | 8        |
| Nueva Zelanda (Recorded Music NZ)       | 8        |
| Países Bajos (Dutch Top 40)             | 18       |
| Reino Unido (UK Singles Chart)          | 13       |
| Suecia (Sverigetopplistan)              | 20       |
| Suiza (Schweizer Hitparade)             | 12       |

### Sucesión en listas
| Anterior: «Look Away» de Chicago | Billboard Hot 100 — Sencillo Nro 1 24 de diciembre de 1988 — 7 de enero de 1989 | Siguiente: «My Prerogative» de Bobby Brown |

### iTunes Charts
| Noruega        | iTunes Chart             | 25  |
| Australia      | iTunes Chart             | 948 |
| Portugal       | iTunes Top 100 Pop Songs | 29  |
| Canadá         | iTunes Chart             | 66  |
| Canadá         | iTunes Top 100 Pop Songs | 37  |
| Estados Unidos | iTunes Chart             | 90  |